# Quillpenseel
Het quillpenseel is een soort penseel die vroeger veel werd gebruikt in de reclamewereld door mensen die reclameborden en storyboards moesten maken.
Het penseel bestaat uit een langer en dikker handvat als gebruikelijke penselen en zijn meestal gemaakt van hout waar de haren met draad bij elkaar gebonden zijn en dat dan met een metalen dopje vastgeklemd wordt aan het handvat of het stokje.
Bij beroepen, zoals in de reclamewereld, zijn deze penselen verdwenen. Dit gereedschap is grotendeels vervangen geworden door de computer. Toch worden ze nog gemaakt en vooral door hobbyisten gebruikt. 
Het is een penseel waarbij de haren van de os gebruikt worden, daar ossenhaar veel langer mee gaat dan de marterharen en andere soorten penselen.